# Katolická církev v Zimbabwe
Katolická církev v Zimbabwe je křesťanské společenství v jednotě s římským biskupem a součást celosvětové katolické církve. Hlásí se k ní asi 9 % obyvatel této země, v roce 2005 bylo v zemi 1 145 000 katolíků. Má 2 metropolitní arcidiecéze a 6 sufragánních diecézí.

## Struktura

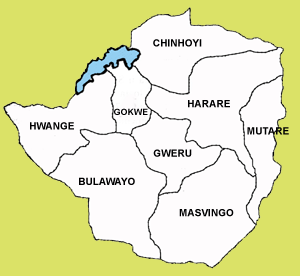
Katolické diecéze v Zimbabwe

Zimbabwe má dvě církevní provincie, jejichž diecéze slouží liturgii v latinském ritu.
- Arcidiecéze Harare (zal. 1879, na arcidiecézi povýšena 1955)
  - Diecéze Chinhoyi
  - Diecéze Gokwe
  - Diecéze mutarecká
- Arcidiecéze Bulawayo (zal. 1931, na arcidiecézi povýšena 1994)
  - Diecéze Gweru
  - Diecéze Hwange
  - Diecéze masvingská

Episkopát vytváří vlastní Konferenci katolických biskupů Zimbabwe, (Zimbabwe Catholic Bishops' Conference, ZCBC), ustanovenou v roce 1969.
Svatý Stolec je od roku 1980 reprezentován apoštolským nunciem, který sídlí v Harare.